# Piñas (Comerío)
Piñas es un barrio ubicado en el municipio de Comerío en el estado libre asociado de Puerto Rico. En el Censo de 2010 tenía una población de 1718 habitantes y una densidad poblacional de 199,44 personas por km².

## Geografía
Piñas se encuentra ubicado en las coordenadas 18°11′42″N 66°13′35″O / 18.19500, -66.22639. Según la Oficina del Censo de los Estados Unidos, Piñas tiene una superficie total de 8.61 km², que corresponden a tierra firme.

## Demografía
Según el censo de 2010, había 1718 personas residiendo en Piñas. La densidad de población era de 199,44 hab./km². De los 1718 habitantes, Piñas estaba compuesto por el 83.59% blancos, el 7.33% eran afroamericanos, el 0.35% eran amerindios, el 0.23% eran asiáticos, el 5.65% eran de otras razas y el 2.85% pertenecían a dos o más razas. Del total de la población el 99.36% eran hispanos o latinos de cualquier raza.